# Oczennicowate
Oczennicowate, oczennice (Satyrinae) – podrodzina owadów z rzędu motyli i rodziny rusałkowatych.
Motyle te mają czułki zwykle krótsze od połowy długości skrzydła przedniego, spłaszczone i dość długie przyoczka, przednie odnóża o zredukowanych rozmiarach (pozostałe normalnie wykształcone), trójkątne przednie skrzydła z silnie łukowatymi brzegami przednimi oraz owalne lub prawie koliste skrzydła tylne. W użyłkowaniu przedniego skrzydła występuje pięć żyłek radialnych, a żyłka subkostalna, kostalne i aksylarna są u nasady nabrzmiałe. Gąsienice mają ciała zgrubiałe pośrodku, o okrągłej głowie i z dwoma wyrostkami w tylnym końcu.
Grupa kosmopolityczna, licząca około 2400 opisanych gatunków.
Takson ten był dawniej wyróżniany w randze rodziny, obecnie umieszczany jest jako podrodzina w obrębie rusałkowatych. W molekularnych analizach filogenetycznych niektóre jego ujęcia (np. Harveya z 1999) jawią się jako polifiletyczne względem Morphinae. Monofiletyczna jest natomiast grupa „satyridów”, rozumiana jako Satyrinae+Morphini+Amathusiini+Brassolini. Carlos Peña i inni proponują podział na następujące plemiona i podplemiona, uwzględniający wyniki analiz:
- Elymniini
- Zetherini
- Melanitini
- Haeterini
- Satyrini
  - Parargina
  - Lethina
  - Mycalesina
  - Coenonymphina
  - Euptychiina
  - Ypthimina
  - Melanargiina
  - Maniolina
  - Pronophilina
  - Erebiina
  - Satryina